# 宇宙戦艦ヤマト 完結編
『宇宙戦艦ヤマト 完結編』（うちゅうせんかんヤマト かんけつへん）は、1983年公開の劇場用アニメ映画作品。
通称「完結編」「ヤマト完結編」「ファイナル・ヤマト（Final Yamato）」。ナレーションは俳優の仲代達矢。
宇宙戦艦ヤマトシリーズの第8作目、劇場用映画としては第4作目であり、シリーズの最終作品として製作された。ただし、2009年には続編の『宇宙戦艦ヤマト 復活篇』が製作されている。
キャッチコピーは「宇宙にひろがる永遠のロマン！ファイナル・ヤマトの熱い感動を―いま、あなたに伝えたい…」。

## 作品解説

### 制作状況
本作が公開された1983年春は、『うる星やつら オンリー・ユー』、『幻魔大戦』、『クラッシャージョウ』と長編アニメーションの公開が重なり、掛け持ち状態の主要スタッフが多かった。
本作の公開は、1981年4月放送の『宇宙戦艦ヤマトIII』最終回で1982年夏予定と告知されたが、プロデューサーの西崎が映画『汚れた英雄』にかかりきりになり、最初の約1年、作業を進めることができなかった。結局『汚れた英雄』自体は頓挫して他の製作陣が受ける格好となったので、ようやく本作の製作作業が進みだすことになった。しかしこの遅れから公開時期は1982年の冬休みとされ、さらに1983年3月12日に再延期された。結果『クラッシャージョウ』『幻魔大戦』と同日公開と決定される。しかしさらに1週間延期されて19日公開と改められるも、音楽ダビングの予定が遅れたことから完成は18日昼過ぎとなり、19日朝からの全国110館での一斉公開は不可能になった。上映プリントの輸送が遅れたのは、北海道、九州が全館、東北、北陸では一部で、約30館が影響を受けた。早いところでは19日中にフィルムが届いて同日中に半日遅れで上映されたが、翌20日からの公開となったところがあった。
後に再編集された70ミリ・6chステレオ版が完全版として1983年11月5日に公開されている。

#### 音楽
劇中音楽では、それまでピアニストとしてヤマトの音楽を支えてきた羽田健太郎も、宮川泰と共に作曲に参加している。羽田の起用は、宮川泰、田代敦巳、西崎義展の3人で話し合い、「マンネリ化を避けるため、新しい血を導入しよう。すべてのジャンルをリフレッシュしよう」と言うことで決まった。ポップス系の音楽家である宮川とは対照的なクラシック音楽出身の羽田の参加、加えて本作自体がスケールの大きいストーリーであることから、本作の音楽は全体的にクラシックの要素を多く取り入れたものとなっている。
本作では、二人の作曲家から同一メニューによる別の音楽的回答を引き出すコンペ形式を導入し、最終的にベストな楽曲が本編に採用された。結果、羽田は主にディンギル側の音楽と、ヤマトの小曲、ラストのピアノコンチェルトなどを多く担当し、宮川は従来通りヤマト側と戦闘曲、イメージ曲などを担当となり、両者の個性を相乗効果で盛り上げることとなった。また、前作『宇宙戦艦ヤマトIII』に引き続き、宮川泰の息子である宮川彬良も、ノンクレジットではあるが参加しており、父親が用意した2種類のメロディを基に「大ディンギル帝国星」を作曲している。
前述の経緯により、楽曲は多数制作されたが、劇中では一切使用されなかった曲も多い。日本コロムビアのCD『YAMATO SOUND ALMANAC』シリーズに収録されているものだけでも、（ボーカル曲のインストゥルメンタル版や同一曲のミックス違いなどを除いても）曲数は90曲前後、演奏時間は5時間を超えている。また、当時手伝いとして参加しており、後にヤマトシリーズで音響監督を務めることになる吉田知弘は、「10時間分の曲を撮った」と述べている。また、CDなどのメディアに収録される際、アレンジ曲や演奏バリエーション曲は、互いに同じ曲名になっているものも非常に多い。

### 演出
時系列では直前の作品である『宇宙戦艦ヤマトIII』で艦長に就任した古代進は、冒頭で多数の犠牲者を出してしまったことで引責辞任し戦闘班長に降格している。これに伴い、既に亡くなっていたヤマト初代艦長の沖田十三が「死亡は佐渡酒造の誤診で、地球帰還後に手術を受けて密かに療養していた」との理由で復活、再び艦長に就任しており、劇中でも佐渡が自らの誤診を「全国の皆さんに坊主になってお詫びせにゃならんな」と発言するシーンがある。この展開について、沖田役の納谷悟朗は後年の取材で「あれはびっくりしましたよ。なんでおれが生き返るんだって（笑）」と語っている。
古代がヤマトのパルスレーザー砲を「高角砲」と呼んだり、コスモタイガーIIの塗装がそれまでの銀色から大戦後期以後の日本海軍機色（濃緑色、明灰白色）への変更、随伴して出撃した駆逐艦「冬月」を始め、太平洋戦争末期の戦艦大和最後の出撃に随伴した艦と同じ、あるいはそれに近い艦名が使用されている。
また、ヤマトが都市衛星ウルクに着陸して戦闘する描写は天一号作戦において大和が目指した自力座礁して陸上砲台となるという構想を基としているなど、大和の水上特攻をモデルとする演出が多く見られ、ヤマトの最期であることが示されている。

### 時代設定
前作『宇宙戦艦ヤマトIII』は制作当時の設定年代は西暦2205年（劇中のナレーションは西暦23世紀初頭と述べるのみ）であり、本作も制作開始当初は、前作の設定年代を守り、西暦2205年とされていた。
西崎は公式資料集にて、冒頭の銀河の大異変は『ヤマトIII』時に創ったガルマン・ガミラス帝国とボラー連邦を消し飛ばすために登場させたと述べており、このことからも、西崎は『ヤマトIII』と『完結編』とがつながっていることを意識していることが分かる。

## ストーリー
西暦2203年、銀河系中心部の宇宙で大きな異変が生じた。異次元断層から別の銀河が現れ、核恒星系付近で銀河系同士の衝突が起こり、多くの星々が消滅した。古代進は「宇宙戦艦ヤマト」の艦長として地球防衛軍の命を受け、この宇宙災害の調査と、その宙域にある友好国「ガルマン・ガミラス帝国」の本星へ赴いていた。だが、生存者を確認出来ないまま宇宙災害の大爆発に飲み込まれ、やむなく危険を冒して無差別ワープを強行し、この宙域から離脱する。
そんな中、地球から3000光年離れたアンファ恒星系にて、銀河を回遊する水惑星「アクエリアス」が現れ、その第4惑星「ディンギル星」を水没させる。偶然ディンギル星の至近距離へワープアウトしたヤマトは、アクエリアスの水に襲われ逃げ惑っているこの星の人々を目撃する。古代達は決死の救助活動を行うが突如ヤマトを大波が襲い、救助したディンギル星の人々を乗せて着艦したばかりだったコスモハウンドが海に滑落、結局1人の少年を救っただけでヤマトクルーに多大な犠牲者を出す結果に終わってしまった。水没したディンギル星から脱出したヤマトだったが、母星たるディンギル星の最期を見届けていた「ディンギル帝国」の艦隊と遭遇。ディンギル艦隊は突如としてヤマトをハイパー放射ミサイルで攻撃し、奇襲を受けたヤマトは全乗組員が死亡あるいは仮死状態となり戦闘不能に陥るが、墜落した惑星で運よく自動操縦システムが起動し、地球へ向け帰還した。
一方、母星を失ったディンギル帝国の長「ルガール」は新たな移住先として地球に狙いを定め、アクエリアスを人為的にワープさせることで母星と同じように地球を水没させ、地球人類を絶滅させた後に移住することを画策する。ヤマトの情報からアクエリアスの存在を確認した地球人類は、接近してくるアクエリアスによる水没を避けるため地球からの一時避難を開始するが、ルガールの息子であるルガール・ド・ザール率いるディンギル機動艦隊による攻撃によって避難船団は全滅。迎撃のため出撃した地球艦隊までもがディンギル艦隊のハイパー放射ミサイルの前に全滅させられ、地球人類は地球に封じ込められていく。
帰還したヤマトから奇跡的に生還した古代進は、自分の判断ミスにより多くの乗組員の命を犠牲にした責任を取るため艦長を辞任するが、ヤマトの第一艦橋で聞いた初代艦長「沖田十三」の声に、再びヤマトに乗り組む決意をする。ヤマト出撃の日、新たなヤマトの艦長が沖田十三であるという驚愕の発表がなされる。沖田はイスカンダルへの航海の途中に死亡とされたが脳死には至っておらず、地球を救うためヤマトに戻ってきたのだった。蘇った沖田のもと、ヤマトは修理が不完全なまま、アクエリアスのワープ阻止のため発進し、月面基地に駐留していた数少ない地球艦隊の残存艦艇がこれに随伴した。
冥王星まで進んだヤマト以下地球艦隊はそこでディンギル機動艦隊と交戦。戦いで随伴していた残存艦艇が壊滅しながらも、ディンギル機動艦隊を撃破したヤマトは単身アクエリアスへ辿り着くが、ワープシステムらしきものを発見出来ずにいた。だが、そこに現れた女神クイーン・オブ・アクエリアスから、アクエリアスのワープの原因、そしてそれを引き起こすディンギル星人の正体が太古に地球から脱出した地球人の末裔であるという事実を知らされる。一方、辛くも生き残ったド・ザールはルガールから最後のチャンスとして残存艦隊を指揮してヤマトを襲撃するが、ヤマトはディンギル艦隊の切り札であったハイパー放射ミサイルを対策してこれを無力化し、逆に波動砲によってディンギル艦隊を壊滅させる。逃亡するド・ザールはルガールの命令で粛清され、ディンギル帝国の拠点「都市衛星ウルク」へと強行着陸したヤマトはワープシステムの破壊を試みるが、奮戦虚しく失敗に終わる。その戦闘の中で、ディンギル星からただ1人救いあげたディンギルの少年や、古代の親友・島も命を落とす。
アクエリアスを追い、ヤマトは地球へと辿り着くが、もはやアクエリアスの地球への接近を阻止することは不可能だった。誰もが最悪の事態を覚悟する中、沖田と古代はヤマトを自爆させ、アクエリアスから地球へ伸びる水柱を断ち切るという計画を考える。反対する乗組員たちを古代は諌め、誰もが悲しみに暮れる中、ヤマトの自沈計画のため、アクエリアスの海上にディンギル星人が建造したトリチウム採取プラントに降り立ち、準備を進めていく。地球へ到着したヤマトは冥王星での戦いで唯一生き残った駆逐艦「冬月」と合流すると、「冬月」へ乗組員を移乗させ、単艦自沈のために発進する。だが、その第一艦橋には沖田の姿があった。自動制御で行われるはずの計画は偽りであり、実は万が一の失敗を防ぐため、自爆は沖田自身による手動操作で行われるものだった。ヤマト乗組員たちが困惑して騒ぐ中、古代と雪、そして真田と佐渡はヤマトと沖田に向かって敬礼し、他の乗組員たちもそれに従い敬礼で沖田とヤマトを見送る。
地球とアクエリアスの中間点に辿りついたヤマトは、アクエリアスから伸びる水柱を自爆により断ち切ることに成功。その後、行き場を失いアクエリアスと地球の間に広がった水（宇宙の海）からヤマトの艦首が起き上がり、そのまま静かに宇宙の海（復活篇では凍っている）へと沈んでいった。

## 主な登場人物

### 地球人
古代進
前作でヤマト艦長に就任したが、本作序盤で辞任する。その後、戦闘班長として再びヤマトに乗り込むことになり、沖田の指揮の下で戦いを潜り抜けていく。
最後は駆逐艦冬月の展望台からヤマトと沖田の最期を見届ける。
森雪
物語冒頭では地球防衛軍司令部に勤務していた。地球に戻ってきたヤマトの艦内で、宇宙服なしでまともに放射線を浴びて倒れている古代を発見。古代が死んだと思い、自らも命を絶とうとするが、真田志郎に止められる。その後、奇跡的に一命を取り留めた古代を看病する。
ヤマト再出撃時に再びレーダー手として復帰する。なお、本作では艦内服が前作までの黄色から白に変更されている。
島大介
本作でもヤマト航海班長としてヤマトを支えるが、都市衛星ウルクでの白兵戦において負傷し、それを隠して任務を遂行。最後は爆発するウルクからヤマトを脱出させた後、古代に必ず雪を幸せにするよう約束させ、そのまま古代達に看取られながら息を引き取る。
沖田十三
ヤマト初代艦長。第1作の最後で宇宙放射線病によって死亡したと思われたが、実はその時点ではまだ辛うじて死には至っておらず、極秘裏に治療を進められていた。ヤマトのアクエリアスワープ阻止のための発進に際して、再びヤマト艦長の任につく。
本作品では目的のためには手段を選ばない場面もあり、波動砲発射のタイミングで小惑星帯が敵の軸線上にあったにも関わらず「構わん、惑星ごと粉砕せよ」と鬼神の様相で言い放つ場面も見せる。
アクエリアスが最後のワープをしてしまった後は、ヤマトの自沈による地球水没の阻止を立案。自動操縦では失敗する可能性があるとして、沖田自身による手動操縦で自沈を遂行。最期は息を引き取った状態でヤマトとともに宇宙の海へ沈んでいく。

### ディンギル人
ルガール
ディンギル帝国を治める大神官大総統。ディンギル星の爆発により母星を失った後、地球への移住を目論み、アクエリアスによる地球人殲滅を計画する。
ルガール・ド・ザール（ルガールII世）
ルガールの実子。典型的なディンギル人の思想の持ち主で、物語序盤において目の前に現れた国籍不明の戦艦（ヤマト）を問答無用で攻撃した。その後、ルガールから太陽系制圧艦隊の指揮官を任され、艦隊を率いて出撃する。
ディンギルの少年
水没するディンギル星からただ1人ヤマトに救出された少年。名前は不明。救出された後、地球に行くが、ヤマトの再発進時に密航。以降は雪に世話されることになる。実はルガールの実子で、ド・ザールの弟。
冥王星会戦においてヤマトを守ろうとする駆逐艦の行動から、ディンギル人とは異なる価値観を知っていく。

### その他
デスラー
銀河系中心部核の恒星系に本星を持つガルマン・ガミラス帝国の総統。本作冒頭にて銀河交錯によりガルマン・ガミラス本星が壊滅したことで死亡したと思われていた。
しかし、偶然にもその時に国境視察に赴いていたことで難を逃れており、終盤で艦隊を率いてルガール指揮するディンギル帝国軍の襲撃を受けるヤマトの救援に駆けつける。その後、自沈するヤマトの最期を見届けた。

## 主な登場メカ

### 地球防衛軍
宇宙戦艦ヤマト
物語冒頭で銀河系中心部を訪れた後、ディンギル星まで到達。そこでディンギル艦隊の襲撃を受け、損傷しながらも自動操縦で地球へ帰還。その後、アクエリアスの接近とディンギル艦隊の襲来に伴い、快気した沖田十三を新艦長として、修理も不完全な状態で再出撃する。
最終的にアクエリアスの水柱を断ち切るために、トリチウムを艦内に満載し、波動砲を暴発させて自爆・自沈する。
コスモタイガーII
地球防衛軍の主力戦闘攻撃機であり、ヤマトの艦載機。本作ではカラーリングが変更されている。
戦艦
白を基調としたカラーリングをした艦。艦首に「拡大波動砲」を装備する。避難船団の護衛のために艦隊を編成して出撃するが、ディンギル艦隊のハイパー放射ミサイルの猛攻の前に全滅する。
巡洋艦
戦艦をスケールダウンしたような艦型が特徴。戦艦と同じく、艦体色は白を基調としている。ディンギル艦隊の地球襲撃でほぼ全滅する。月面基地に駐留していたため難を逃れた「矢矧」が、駆逐艦8隻を伴い、ヤマトと共に冥王星会戦に臨む。しかし、画面上ではほとんど確認できず、敵の第1波攻撃終了後のシーンにて撃沈された状態でわずか数秒映るのみとなっている。
駆逐艦
先の戦艦、巡洋艦同様、艦体色は白が基調。駆逐艦のため波動砲は装備されていないが、全長200メートルと、地球防衛軍の駆逐艦としては稀な大型艦である。ディンギル艦隊の襲撃で艦隊が壊滅する中で、月面基地に駐留していた8隻がヤマトの出撃に同行するが、冬月1隻を残して壊滅する。
冬月
冥王星会戦に参加した駆逐艦艦隊の唯一の残存艦。艦長は水谷。
ヤマトが自沈に向かう際、ヤマト乗組員を収容し、ヤマトの最期を見届ける。

### ディンギル帝国軍
都市衛星ウルク
ディンギル星を脱出した後のディンギル人達の拠点。ワープシステムを備えており、距離の制限があるものの惑星規模の物体すらワープさせることができる。
ヤマトの強行着陸により戦場となり、最後はヤマトを道連れにする形で自爆させられる。
移動要塞母艦
ルガール・ド・ザール指揮する太陽系制圧艦隊の補給基地となる大型機動要塞。冥王星会戦においては後方支援に徹していたが、ヤマトの波動カートリッジ弾による長距離砲撃によって停泊していた艦隊の大部分と共に大破・炎上する。
巨大戦艦ガルンボルスト
ルガール・ド・ザールの乗艦で、太陽系制圧艦隊の旗艦。冥王星会戦において敗北した際、ただ1隻でウルクまで逃走する。
後にド・ザール指揮する残存艦隊の構成艦として同型艦が多数登場し、ハイパー放射ミサイルによる攻撃を無力化したヤマトに対し砲雷撃戦を挑むが、ヤマトの波動砲により全滅する。
水雷艇
ハイパー放射ミサイルを搭載した水雷艇で、水雷母艦によって運用される。地球艦隊との戦闘における要を担っている。
ハイパー放射ミサイル
ディンギル帝国が使用するミサイルで、それ自体の破壊力はもとより、放射性物質の放出により乗組員へ直接ダメージを与えるという特性を持つ。
ミサイルでありながら命中率は劣悪で、目標殲滅には複数発もの発射が必要となる。だが当初、地球側は有効な防御手段を持たなかったため、このミサイルによる攻撃により艦隊が壊滅する。しかし、中盤で真田が対抗装備「対ハイパー放射ミサイル艦首ビーム砲」を完成させたため、完全に無力な兵器に成り下がる。

## 登場勢力
地球連邦
アクエリアスの接近に伴い、全人類の宇宙への一時避難計画を進めていたが、ディンギル艦隊によってほぼ全人類が地球上に封じ込められてしまう。
地球防衛軍
ディンギル艦隊の襲撃により各惑星基地が壊滅し、艦隊もほぼ全滅させられ、残存戦力はヤマトと月面基地にいた宇宙戦闘艦数隻のみとなった。
ディンギル帝国
太陽系から約3000光年の距離にあるアンファ星系の第4惑星を本星とする国家。アクエリアスにより母星が水没、さらに特殊な化学反応で爆発し、移住先として地球を定める。
その正体は太古に地球がアクエリアスによって水害に見舞われた際、宇宙人（原ディンギル人）によって救出された者たちの末裔であり、地球人とは同種同根の関係。過去の経験から極端なまでの自己中心的かつ弱肉強食思想の文化が育っている。
回遊惑星アクエリアス
広大な長楕円軌道を描きながら銀河を回遊する水惑星。接近した惑星に引力の関係から大量の水を降り注がせ、文明を丸ごと洗い流してしまう。その一方で、降り注いだ水には生命の芽も含まれており、アクエリアスから芽を与えられた星は豊かな生命が誕生する。
太古に創世期の地球に接近し、地球に水と生命の芽を与えた、言わば地球人のルーツとなる星でもある。

## キャスト
役名は劇中EDクレジットに準拠。
- 古代進 - 富山敬
- 森雪 - 麻上洋子
- 沖田十三 - 納谷悟朗
- 島大介 - ささきいさお、仲村秀生
- 真田志郎 - 青野武
- 相原義一 - 野村信次
- 太田健二郎 - 安原義人
- 南部康雄 - 林一夫
- 佐渡酒造 - 永井一郎
- アナライザー - 緒方賢一
- 徳川太助 - 古谷徹
- 山崎奨 - 寺島幹夫
- 加藤四郎 - 神谷明
- 藤堂平九郎、デスラー - 伊武雅刀
- 水谷艦長 - 小林修
- 地球防衛軍先任参謀 - 筈見純
- ルガール - 石田太郎
- ルガールII世 - 津嘉山正種
- ディンギル少年 - 伊倉一恵
- ディンギル側幕僚A - 納谷六朗
- クイーン・オブ・アクエリアス - 田島令子
- ナレーター - 仲代達矢

## スタッフ
- 企画・原作・製作・総指揮：西崎義展
- 原作・設定・監修：松本零士
- 総監修：舛田利雄
- 製作：今田智憲※ノンクジット
- アソシエイト・プロデューサー：山本暎一
- 監督：勝間田具治、西崎義展
- 助監督：棚橋一徳
- 演出助手：池田裕之、山内重保、有迫俊彦
- 制作進行主任：関口孝治
- 制作進行：栗山美秀、小坂春女
- 脚本：山本英明、笠原和夫、山本暎一、舛田利雄、西崎義展
- チーフディレクター：白土武
- 音楽：宮川泰、羽田健太郎
- 作詞：阿久悠
- 原画：二宮常雄、金田伊功、高橋信也、宇田川一彦、亀垣一、羽根章悦、小泉謙三、鍋島修、的場茂夫、森利夫、横山健次、八島善孝、青山充、兼森義則、及川博史、稲野信義、白南烈、金大中、呉徳煥、長崎重信、清山滋崇、柳野龍夫、樋口善法、古田詔治、牧野行洋、堀川留子、遠藤政治、高橋英吉、温帯隣、松田芳明、星川信芳、落合正宗、角田紘一、都丸保、新井豊、安西慶江、大島秀範
- 動画チェック：石井康夫、松下清志、岡野秀彦、猿山二郎
- 動画：中鶴勝祥 他
- 総作画監督：宇田川一彦
- 作画監督：高橋信也、角田紘一、金田伊功
- 作画監督補：星川信芳、青山充、落合正宗、横山健次、八島善孝
- 美術監督：勝又激
- 美術アシスタント：金子英俊、石原あき子
- 背景：市原勝義、赤保谷則子、小板橋かよ子　飯島久美子、日渡ひろみ、黒部洋子、上村協子、佐々木真夫、今村立夫、千々波美恵子、梶谷雅夫、田村恵子、松本健治、脇威志、沢田隆夫、石井満、高橋道代、福井秀樹、佐貫利勝、吉田智子、海老沢一男、明石貞一
- 美術進行：阿久津文雄 - 松富哲雄
- エッフェクトディレクター：高山秀樹
- エッフェクト助手：内田聡、林哲志、黒田恭弘
- タイトル：多々良正春 ※ノンクレジット
- ゼログラフ：林昭夫、富永勤
- トレース：黒沢和子、坂野園江、入江三帆子、五十嵐令子
- 彩色：山内正子、阿部慶子、増川千鶴子、藤橋清美
- 仕上検査：森田博、塚田劭
- 特殊効果：岡田良明、平尾千秋、河内正行、佐藤章二
- 仕上進行：平賀豊彦
- キャラクターデザイナー：宇田川一彦、高橋信也
- メカニックデザイン：辻忠直、出渕裕、板橋克己
- 撮影監督：清水政夫
- 撮影チーフ：菅谷信行、相磯嘉雄、片山幸男
- 撮影：池田重好、細田民男、町田賢樹、高梨洋一、武井利晴、福井政利、坂西勝、帯刀至、今村昌史、山口省司、大内保行、竹内優、神山茂男、宮内勝啓、高石稔、山川進、田口久男、梶原裕美子、村上克也、白神孝始、清水泰宏、佐々木仁司、小池穂積
- 技術進行：隅要次郎
- 制作担当：佐伯雅久
- 文芸：横山和夫
- 記録：竹沢裕美子
- 録音：林昌平、宮内栄一
- 編集：千蔵豊 (タバック)
- 編集補佐：福光伸一、渡辺美知子
- ネガ編集：岸真理
- 効果：柏原満、伊藤克己
- 音響制作：本田保則、富田民幸
- 音響助手：宮川彬良 ※ノンクレジット
- 録音スタジオ - アバコスタジオ
- スキャニメイト：東洋現像所ビデオセンター
- 現像：東映化学
- 設定：山木泰人、小塚憲夫
- 宣伝プロデューサー：徳山雅也
- 宣伝：浅川恭行、原美恵子、池羽規夫、橋本悦雄、鈴木智恵子、渡辺美佳、脇坂守一、児玉秀樹、岩本伸二、峰孝江、井上美幸
- イベントプロデューサー：新田晶
- 演技事務：青二プロダクション
- 制作事務：柴山達雄
- 協力プロダクション：スタジオコクピット、ムッシュオニオン、草間アート、スタジオバード、タイガープロダクション、スタジオカーペンター、玉沢動画舎、スタジオ・ルック、大元動画、アドコスモ、スタジオK2、世映動画、動画工房、荒木プロダクション、ラストハウス、アニメ浪漫、スタジオアトン、アニメトロトロ、アニメスポット、スタジオジョーク、進藤プロダクション、落合プロダクション、スタジオ・ネネ、PC-N、スズキ動画企画、教育動画、こずえアニメ、オンリーフォアーライフ、タカプロ、協栄プロ、アクトプロダクション、新生プロ、クロッカスプロダクション、スタジオタージ、スタジオコスモス、マスコット、マジックハウス、ピーターパン、T.西村、A.C.Cプロダクション、スタジオ珊瑚礁、イマジネーションプロダクト、（スタジオメイツ ※ノンクレジット）
- 製作会社：ウェスト・ケープ・コーポレーション、東映動画

## 主題歌・挿入歌・イメージソング
主題歌
「古代とヤマト」
作詞 - 阿久悠 / 作曲 - 宮川泰 / 歌 - ささきいさお
「ラブ・シュープリーム 〜至上の愛〜」
作詞・作曲・歌 - 八神純子 / 編曲 - 宮川泰
八神のアルバム『LONELY GIRL』にも収録されているが（編曲 - 瀬尾一三）、一部歌詞とアレンジが相互に異なるバージョンとなっている。

挿入歌
「明日に架ける虹」
作詞 - 阿久悠 / 作曲 - 井上大輔 / 編曲 - トランザム / 歌 - トランザム、桑江知子
「宇宙戦艦ヤマト'83」
作詞 - 阿久悠 / 作曲 - 宮川泰 / 歌 - ささきいさお ※70mm版では未使用。
「二つの愛」
作詞 - クニ河内 / 作曲 - 井上大輔 / 編曲 - 宮川泰 / 歌 - 桑江知子

「ヤマトの賦 - 海神 -」
作詞 - 阿久悠 / 作曲 - 宮川泰 / 歌 - ささきいさお ※劇中未使用。
イメージソング
「ヤマト10年の賦」
作詞 - 阿久悠 / 作曲 - 宮川泰 / 歌 - ささきいさお ※宇宙戦艦ヤマト10周年記念曲。

## カットされたシーン
本作には脚本の段階や、製作中、試写後にカットされたシーンが幾つかある。主なものを挙げる。
- ガルマン・ガミラス星において、古代が花束を投げた直後に恒星の衝突が起きているシーン。これがカットされ、急に避難・発進したように見える。
- 地球防衛軍にてアクエリアスが24時間ごとにワープしていることに動揺するシーン。これがカットされ、いきなり周知の会議をしているようになっている。
- アクエリアス付近でルガール・ド・ザール艦隊との戦闘時、ヤマトが敵の猛攻から小惑星帯へ回避するシーン。これがカットされ、波動砲発射の際、いきなり小惑星の陰に入っているように見える。セリフでの「前方に小惑星が」「小惑星ごと粉砕せよ」はこの名残り。
- ウルクに着陸したヤマトが、コスモタイガー発進口が使用出来ないことで白兵戦を強いられる説明のシーン。第一艦橋から古代と島も銃を手に、加勢しに向かう箇所がカットされており、説明不足でなぜ最初にコスモタイガー隊を発進させないのかと思われてしまう感じになっている。
- デスラー艦とルガール総統の宇宙艦の戦いのシーン。本来は激戦でルガール総統の艦だけが撤退し、その後アクエリアスの水柱を断とうとするヤマトを狙って現れ、そこへデスラー艦が駆けつけてデスラー砲で粉砕する内容だった。このシーンがカットされたため、デスラー砲を撃つデスラーの服がいつの間にか汚れているように見える。
- ヤマトから総員撤退後、古代と雪が波動砲の回路を切り替えに行く時に佐渡も残っており、艦長室に訪れ、沖田と別れの杯を交わすシーン。これがカットされたため、冬月の展望室で佐渡も冷静に敬礼をしているのがいささか唐突になってしまっている。

また、カットされたシーンとは違うが、1985年にタイトーが製作したレーザーディスクゲーム内にて、ゲーム用の新規映像が一部シーンで作られている（ウルク内侵入シーンなど）。これらの映像も現時点では映像ソフト化はされていない。

## ビデオソフト
本作は異版が幾つも存在する。市販ソフトが今日観られる構成に固まったのは日本コロムビアによる“70mm”版リリースと日本テレビの放送以降で、最初期にバップが発売したビデオカセット版は異版の中では最も短く、ディンギル付近に現れるアクエリアスのアップと水没から離脱するウルク、島兄弟のサッカーなどの場面が存在せず別構図のカット、特殊効果適用前のカットが含まれ、パッケージに「オリジナルサウンド」と明記された音声は1chモノーラルで効果音と劇伴の編集も異なる。DVD普及以降公式ルートのソフト化は無いが、ファンの不評をうけ公開期間中に除去された古代と雪のラブシーンが収録されているのはこのヴァージョンだけである。
宇宙戦艦ヤマト 劇場版パーフェクトコレクション
品番：BELL-315
劇場版・テレビスペシャル計5作品をまとめた全8枚組のLDボックス。本編は映像上下が切れていないスタンダードサイズでの収録。
宇宙戦艦ヤマト 完結編
品番：BCBA-0254、BCBA-3081（メモリアルBOX）、BCBA-3711（廉価版） / 販売元：バンダイビジュアル / 発売日：1999年8月25日、2007年08月24日（メモリアルBOX）、2009年11月25日（廉価版）
DVD。完全版のスコープサイズで収録されており、映像の上下が切れてたものとなっている。2007年には宇宙戦艦ヤマトシリーズ30周年記念として他の劇場版作品DVDと合わせてBOX化されており、DVDラベルがそれに準じた仕様になっている。また、2009年には廉価版である「EMOTION the Best」が発売された。
宇宙戦艦ヤマト 完結編
品番：BCXA-0717 / 販売元：バンダイビジュアル / 発売日：2013年12月25日
映像をHDリマスターしたBD。本編内容自体はDVDと同じで、画面比もDVDと同様のスコープサイズである。

## その他
本作品の第一稿では原稿用紙500枚分という、4時間を超える分量のストーリーが用意されており、編集前のラフ・カットは白身部分を含めて3時間28分に及んだ。
本作は全作画工程を同時進行させるという、これまでに無い製作システムが採られた。これは、絵コンテから仕上げまでの全パートが同時に作業を進めるといった、途方も無いものである。
作画監督の1人である金田伊功は、本作の製作前に先駆けて、通称「ヤマト百態」と呼称される膨大な量のイメージイラストを描いている。これは作画サイドから「これまでに無いヤマトの姿を描きたい」という提案を受けてのもの。
本作ではヤマトシリーズとしては初めてCGを使っている。ヤマト発進の際、真田の席のパネルに映る曲線ゲージがそれである。当時のCGはまだ簡単な模様しか作れなかったが、技術的な背伸びをせずに使うべき箇所に使い、後年に観ても違和感の無い効果を上げている。
アクエリアスから都市衛星ウルクが延々とワンカットでの引きで現れるシーンは、サイズの異なるウルクの背景をマルチで組み、オーバーラップさせながら合成してまとめ上げている。当時はまだコンピュータでカメラを制御しておらず、撮影用の目盛りと撮影スタッフの職人的な勘が頼りだった。結果、途中でややスピードが変わったり、オーバーラップがうまく重ならなかったりと限界があった。しかしこの東映動画の技術は後に改良され、『聖闘士星矢』や『ドラゴンボール』の劇場版で完成型を見ることになる。
アクエリアスに向けた発進シークエンスでは主翼収納など数カット『さらば～』からの流用がみられる。地球を背にしたカットは『さらば』の終盤から持って来ており、船体は損傷し主砲も折れ曲がり、穴が幾つも開いている。
西崎は『完結編』と銘打ったもののヤマトのシリーズ自体はキャラクターを全員入れ替えて続けるつもりだった。そのため舛田利雄らが出した「ヤマトを自沈させる」案には当初難色を示していた。なお本作の絵コンテ担当として安彦良和の再起用も考えていたが、安彦からは「ヤマトからはもう何も吸収するものがありませんので」と断られている。